# Чарлі Сендс
Чарльз Генрі Сендс (англ. Charles Henry Sands, 23 травня 1910, Форт-Вільям, Онтаріо — 6 квітня 1953) — канадський хокеїст, що грав на позиції центрального нападника, крайнього нападника.

## Ігрова кар'єра
Професійну хокейну кар'єру розпочав 1932 року.
Протягом професійної клубної ігрової кар'єри, що тривала 16 років, захищав кольори команд «Торонто Мейпл-Ліфс», «Бостон Брюїнс», «Монреаль Канадієнс» та «Нью-Йорк Рейнджерс».
Усього провів 431 матч у НХЛ, включаючи 36 матчів плей-оф Кубка Стенлі.

## Тренерська кар'єра
У 1944-45 роках був тренером клубу «Пасадена Пантерс».